# Eliud Kipchoge
Eliud Kipchoge (født 5. november 1984 i Kapsisiywa, Kenya) er en kenyansk atletikudøver (langdistanceløber), der vandt guld på 5000 meter ved VM i Paris i 2003 og sølv på samme distance i Osaka i 2007. Ved OL i Athen 2004 vandt han bronze og ved OL i Rio 2016 vandt han guld. Han vandt i 2018 maratonløbet i Berlin, og slog samtidig verdensrekorden med en tid på 2.01.39. Han forbedrede rekorden til 2.01.09 i Berlin Marathon i 2022, inden hans landsmand Kelvin Kiptum overtog rekorden med 2.00.35 timer i 2023.
12. oktober 2019 lykkedes det for Kipchoge at bryde 2 timers-grænsen i maratonløb i et løb specielt tilrettelagt for denne bedrift. I Wien løb han distancen på 1.59.40 med hjælp af en række dygtige løbere, der hjalp ham med at holde tempoet og skærme ham mod vinden. Af den grund kan tiden ikke anerkendes som officiel verdensrekord.